# Reteporella gracilis
Reteporella gracilis är en mossdjursart som beskrevs av Gordon 1989. Reteporella gracilis ingår i släktet Reteporella och familjen Phidoloporidae. Inga underarter finns listade i Catalogue of Life.